# Salvador Lara Zamora

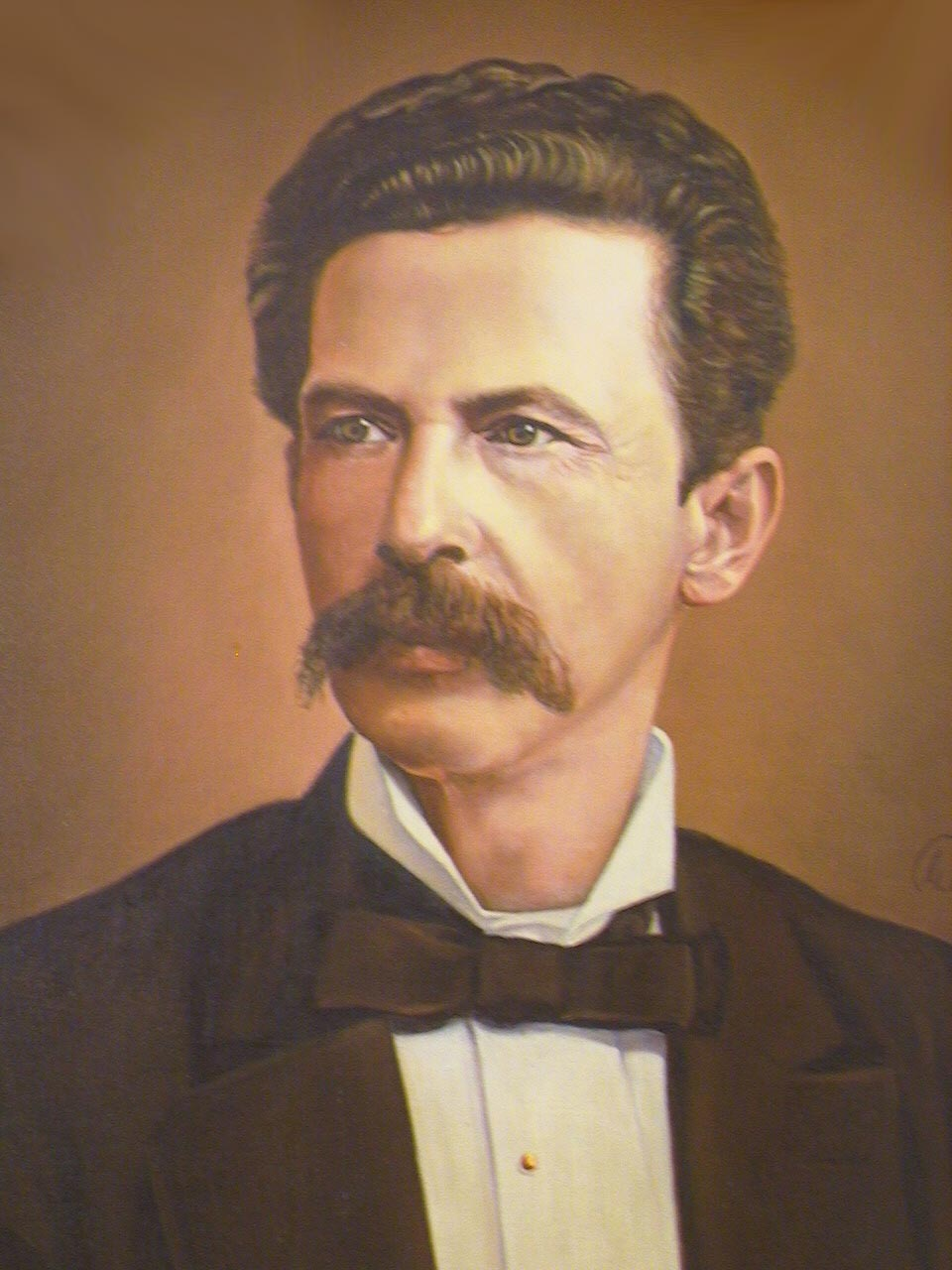
Salvador Lara Zamora (o. J.)

Salvador Lara Zamora (* 24. Dezember 1839 in Rivas; † 7. Januar 1912 in San José) war vom 10. Juni 1881 bis zum 23. Januar 1882 geschäftsführender Präsident von Costa Rica.

## Leben
Salvador Lara Zamora war Stellvertreter des Präsidenten und somit geschäftsführender Präsident, als der Amtsinhaber Tomás Guardia Gutiérrez in ärztlicher Behandlung in Europa war.
In seiner Amtszeit ließ er ein Staatsarchiv und ein statistisches Büro einrichten. Ein Registro Civil sollte das Meldewesen der Kirchenbücher ersetzen.